# Fontana di piazza San Vito

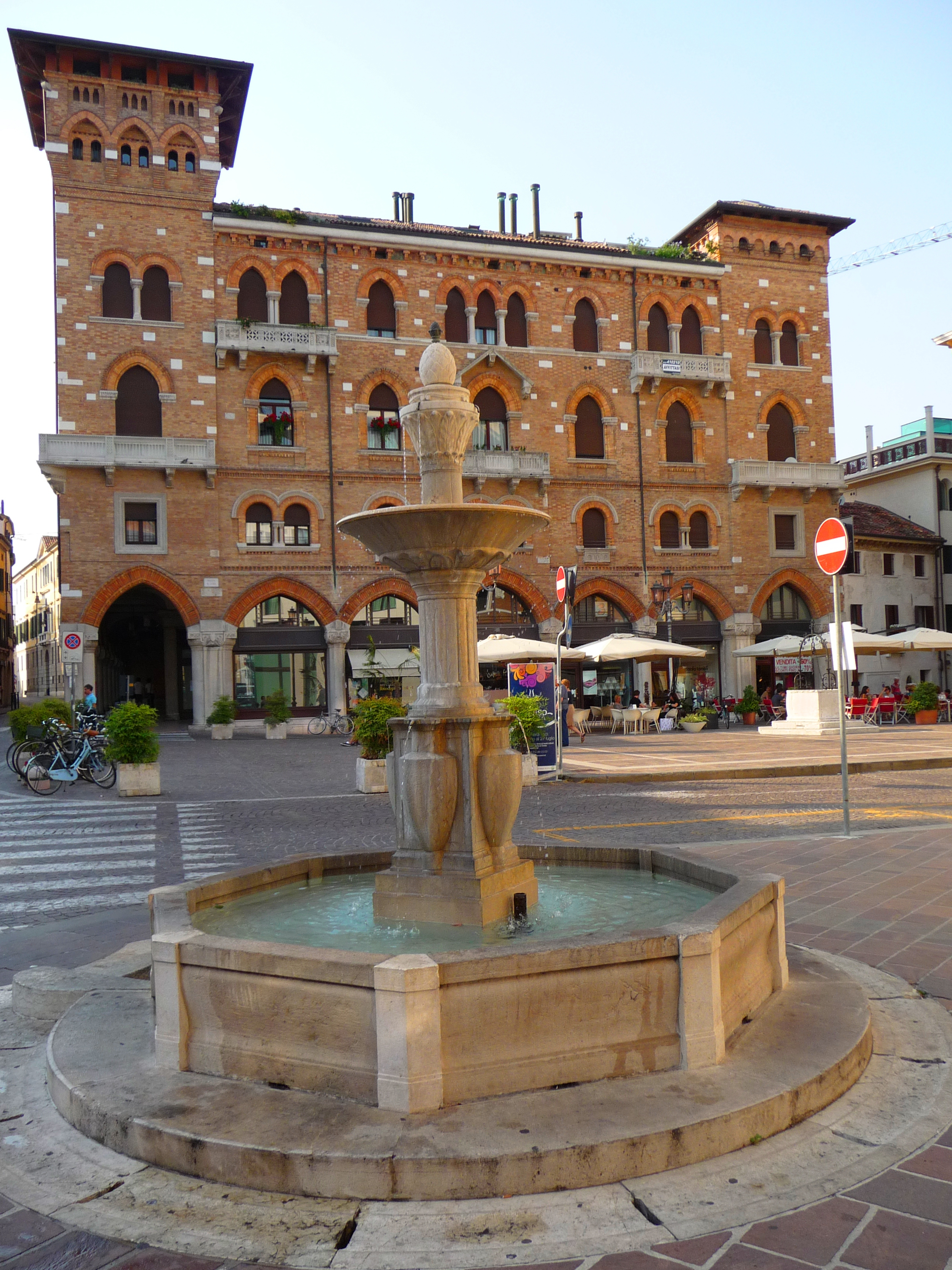
La fontana e sullo sfondo un palazzo neo romanico in piazza San Vito

La fontana di piazza San Vito è una fontana di Treviso che si trova nell'omonima piazza (anticamente conosciuta come piazza delle Prigioni), di fronte al portale della chiesa di San Vito e di Santa Lucia.

## Storia
Questa piazza  è stata, attorno al 1930, al centro di molti progetti urbanistici: dal nuovo palazzo Littorio, al mercato della frutta e verdura, al rifacimento della pavimentazione. All'interno di questo programma si inserisce anche la nuova fontana, fortemente voluta dai commercianti della zona, che sostituì l'originale forse non dissimile dalla fontana di Piazza Pola.
La giornata inaugurale, il 28 ottobre 1930,  fu ricca di appuntamenti, essendo state in tale occasione celebrate le varie "opere pubbliche compiute nell'anno VII nel nostro Comune".  "Nella piazza è tutto un tricolore. La musica del Turazza suona gli inni della Patria. […] E le autorità passano ad inaugurare la bella ed elegante fontana artistica […], fontana offerta dagli esercenti in segno di riconoscenza al Comune che ha conservato il mercato in quella piazza. E mentre S.E. il Prefetto gira l'apposito apparecchio, l'acqua sprizza e zampilla dagli artistici getti della fontana e la cittadinanza applaude".
I lavori di sistemazione e pavimentazione della piazza e di posa in opera della fontana richiesero 68 giorni lavorativi.

## Descrizione
La fontana, ispirata, come si legge in una cronaca contemporanea  al ‘600 italiano,  è costituita da un'ampia vasca ottagonale, posata su un basamento circolare. Nel centro, un basamento poggiante su due scalini e ornato da quattro idre zampillanti, una addossata ad ogni lato, sostiene una tozza colonna scanalata, suggestivamente descritta come concetto floreale formato da un fascio di steli dal quale spunta un fiore acquatico formante la tazza, un gambo con un capitello alludente la flora e la pigna esprimente l'unione degli offerenti.Ai piedi della vasca è installata una bocca a getto continuo al quale il pubblico continua ad attingere acqua per usi domestici e per le esigenze di mercato.
Le pietre usate sono il marmo di Verona e la pietra di Grisignana.